# Електронний уряд у Туреччині
Електронний уряд у Туреччині — це використання цифрових технологій для підвищення ефективності та результативності послуг у Туреччині.
Турецький веб-сайт портал е-уряду (на турецькій мові:: E-Devlet Kapısı), просто е-уряд (по-тур. E-Devlet) або turkiye.gov.tr -Користувачі отримують доступ до e-Devlet за допомогою ідентифікаційного номера та пароля або за допомогою ID-картки. На додаток до паролів, доступний вхід за допомогою мобільного телефону або електронного цифрового підпису. Клієнти інтернет-банкінгу можуть отримати доступ до e-devlet від свого банківського провайдера.

## Проєкт Türkiye.gov.tr
E-devlet зареєстровано як Turkiye.gov.tr на міжнародному рівні. Türkiye.gov.tr можна отримати за допомогою турецьких символів. «Devletin Kısayolu» (тур. «Ярлик для уряду») було представлено на семінарі CeBIT Bilişim Eurasia у 2008 році. 18 грудня 2008 року його офіційно відкрив тодішній прем'єр-міністр Реджеп Таїп Ердоган.
Станом на жовтень 2023 року 1001 державна установа пропонує 7415 додатків 63 983 367 мільйонам користувачів. Мобільний додаток пропонує 4355 послуг.

## Послуги

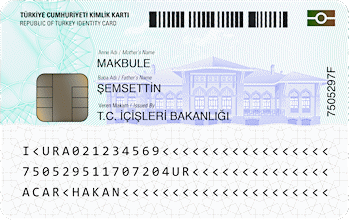
Посвідчення особи Турецької Республіки (перевернута)

Доступні послуги можна отримати через Інтернет, фізично не заходячи в офіс. Послуги пропонують державні установи, муніципальні служби, університети та окремі компанії (переважно компанії зв'язку). 14 лютого 2018 року для всіх громадян було відкрито сімейні дерева до 1800-х років. Несподівано високий попит переповнив систему, яка припинила роботу для оновлення. Через тиждень сервіс знову відкрився, дозволяючи користувачам ставати в чергу на обслуговування. Цей сервіс також здивував деяких користувачів, які мають вірменське коріння, через суперечливі відносини між двома країнами.
Послуги включають:
- Документи соціального страхування
- Криміналістичне оформлення
- Адресні документи
- Податкові борги
- Рахунки за дорожній рух
- Перевірка номерів мобільних телефонів
- вчинки
- Студентські документи
- Родинне дерево